# Sparrisärt
Sparrisärt (Lotus tetragonolobus) är en ärtväxtart som beskrevs av Carl von Linné. I den svenska databasen Dyntaxa används istället namnet Tetragonolobus purpureus. Enligt Catalogue of Life ingår Sparrisärt i släktet käringtänder och familjen ärtväxter, men enligt Dyntaxa är tillhörigheten istället släktet klöverärter och familjen ärtväxter. IUCN kategoriserar arten globalt som livskraftig. Arten förekommer tillfälligt i Sverige, men reproducerar sig inte. Inga underarter finns listade i Catalogue of Life.
Kronbladen är djupröda.

## Bildgalleri

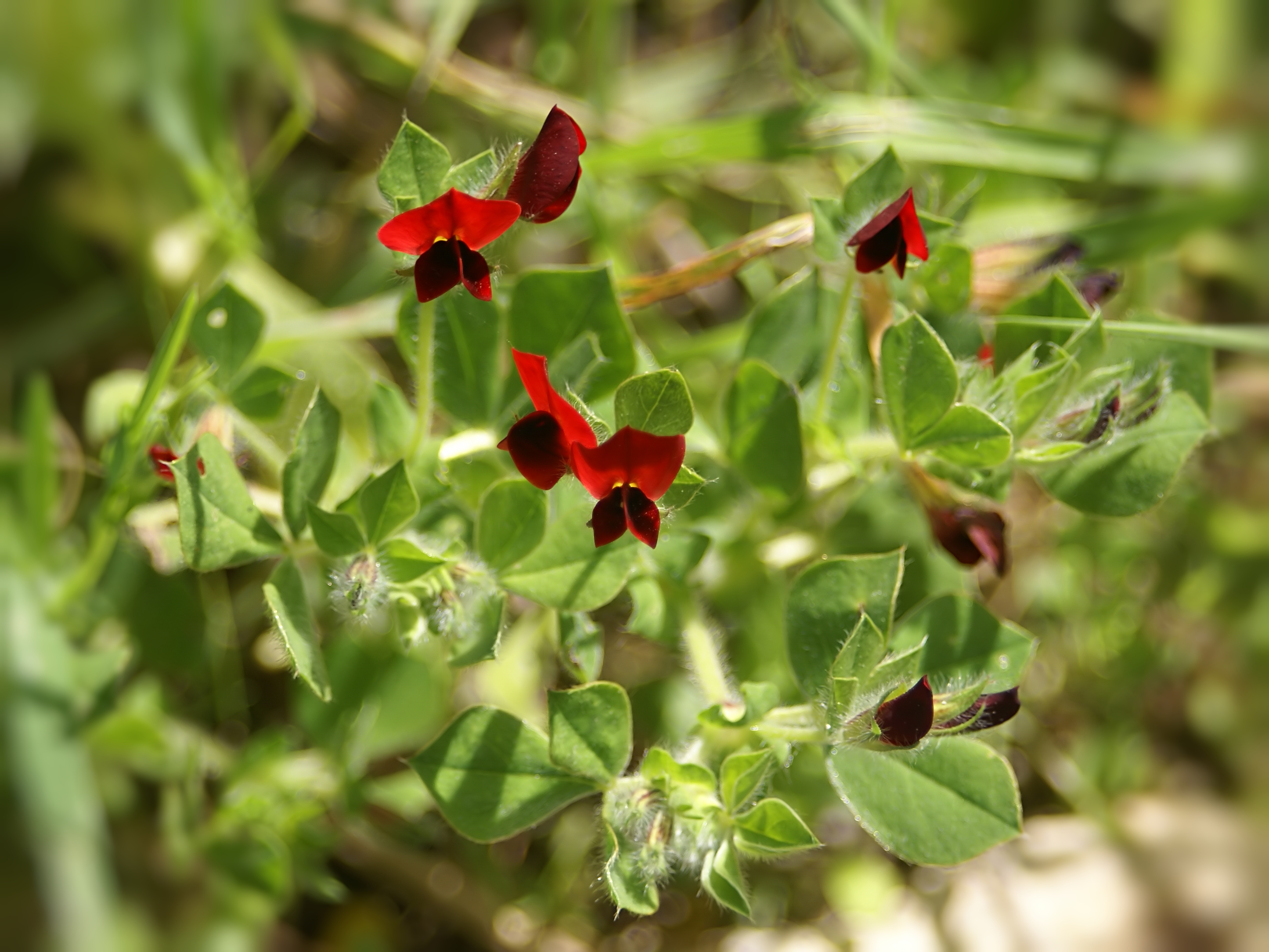
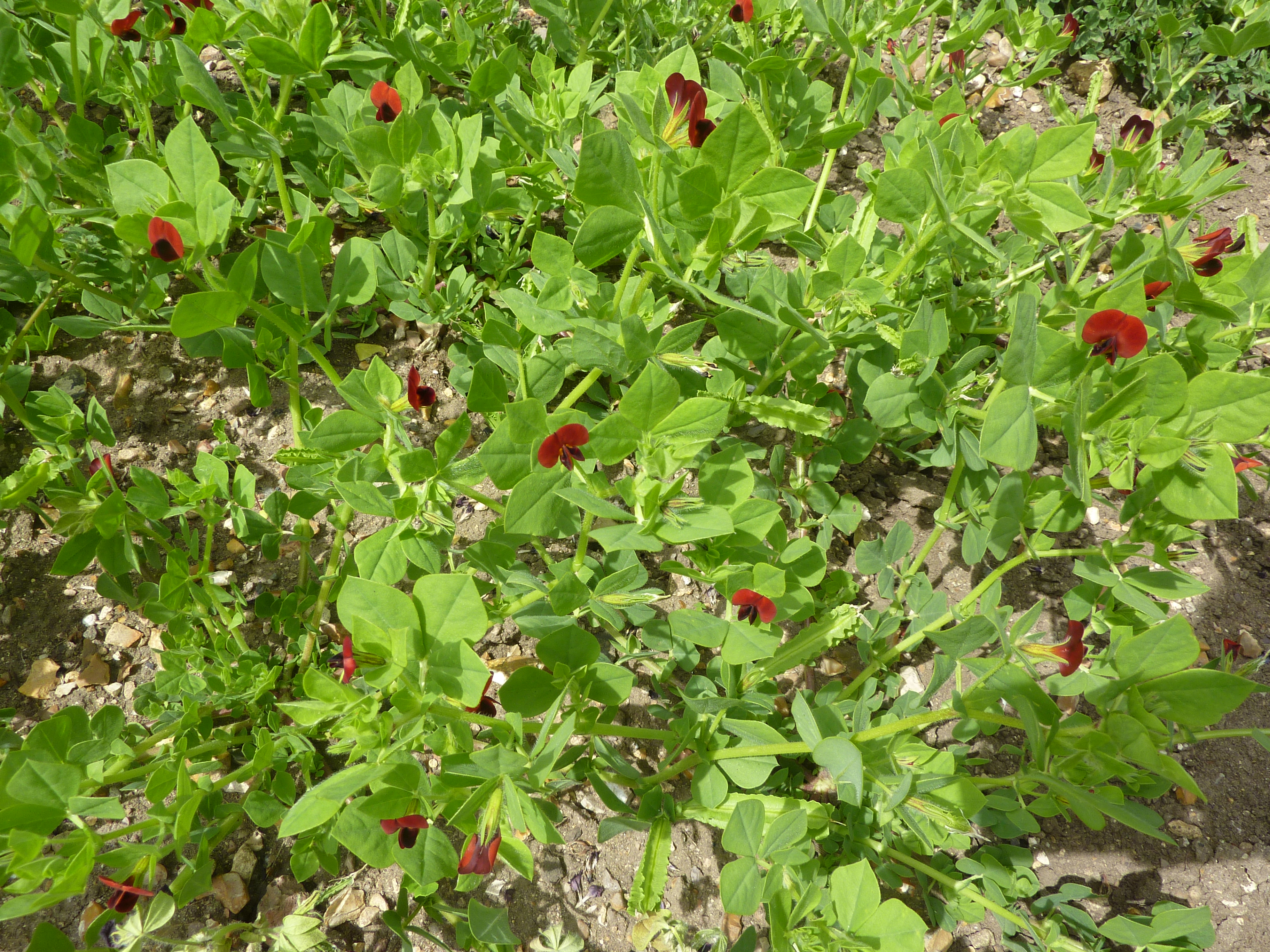
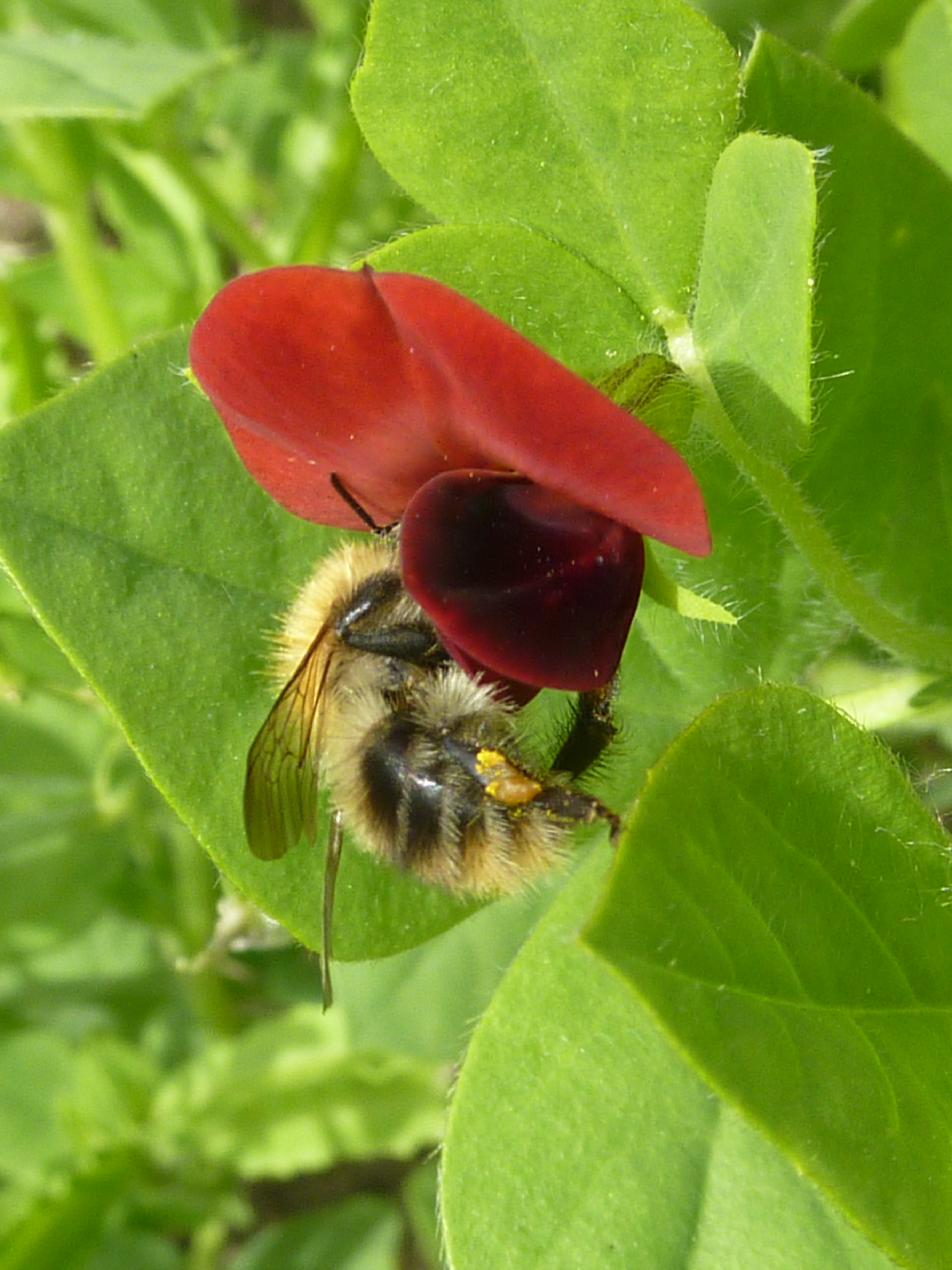
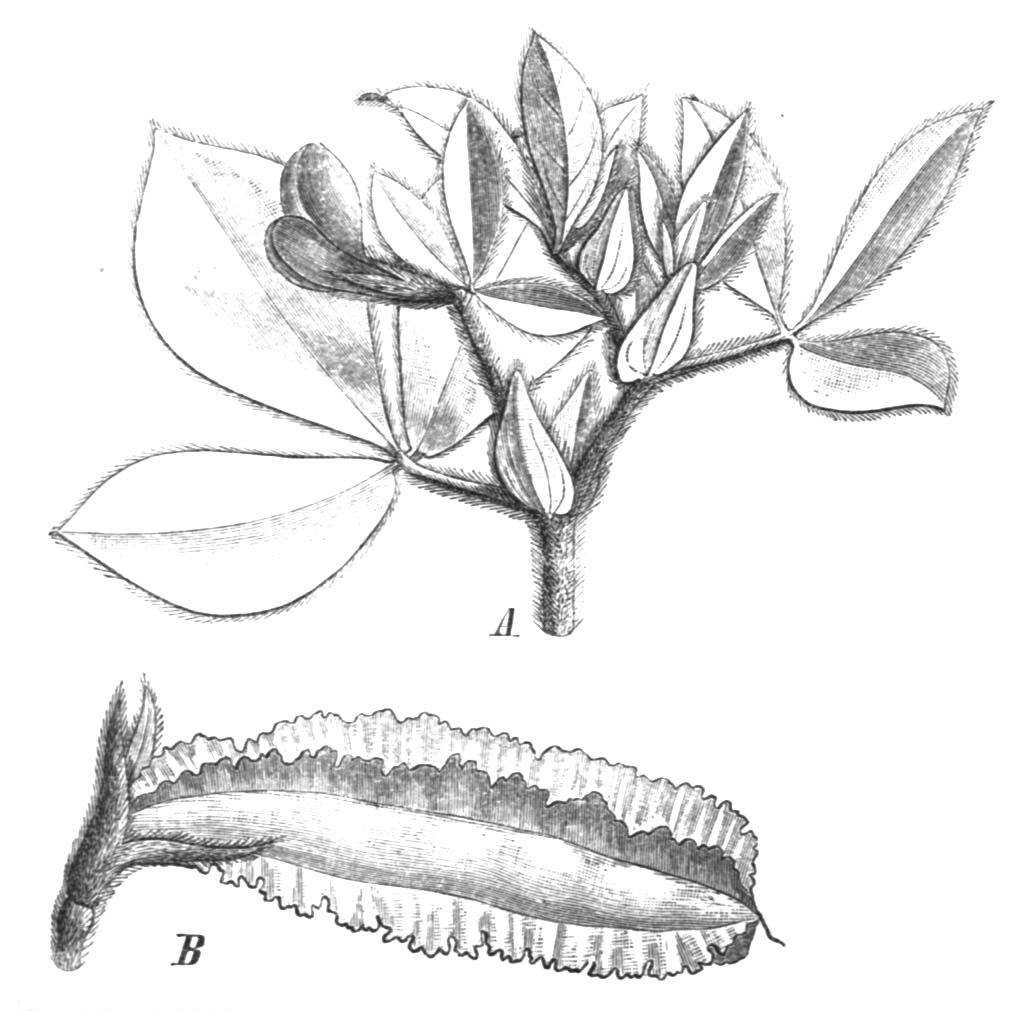